# Кельнер, Оскар
Оскар Кельнер (нем. Oscar Kelner; 13 мая 1851, Тилловиц, Силезия — 22 сентября 1911, Мёккерн Германия) — немецкий биохимик, агрохимик и физиолог.

## Биография
Родился Оскар Кельнер 13 мая 1851 года в Тилловице. В 1874 году окончил Лейпцигский университет. С 1874 по 1880 год работал ассистентом в сельскохозяйственных академиях в Проскау и Вюртемберге. В 1880 году переезжает в Японию в длительную командировку как иностранный советник при правительстве, где с 1880 по 1882 год становится профессором агрохимии в Токийском университете. В 1892 году возвращается в Германию и занимает должность директора сельскохозяйственной опытной станции в Мёккерне. Данную должность Оскар Кельнер занимает до смерти.
Скончался Оскар Кельнер 22 сентября 1911 года в Мёккерне.

## Увековечение памяти
- Институту животноводства в Германии присвоено имя Оскара Кельнера.

## Научные работы
Основные научные работы посвящены биохимии животных и растений, а также агрохимии.
- Показал возможность образования в организме животного жира из углеводов.
- Разработал новую систему питательности кормов по их продуктивному действию.

## Членство в обществах
- Почётный профессор Токийского государственного университета.